# Улица Варварка (Владимир)
Улица Варварка — улица города Владимир. Проходит от улицы Полины Осипенко до улицы Усти-на-Лабе, параллельно улице Луначарского и руслу ныне взятой в трубу реки Лыбедь.

## История

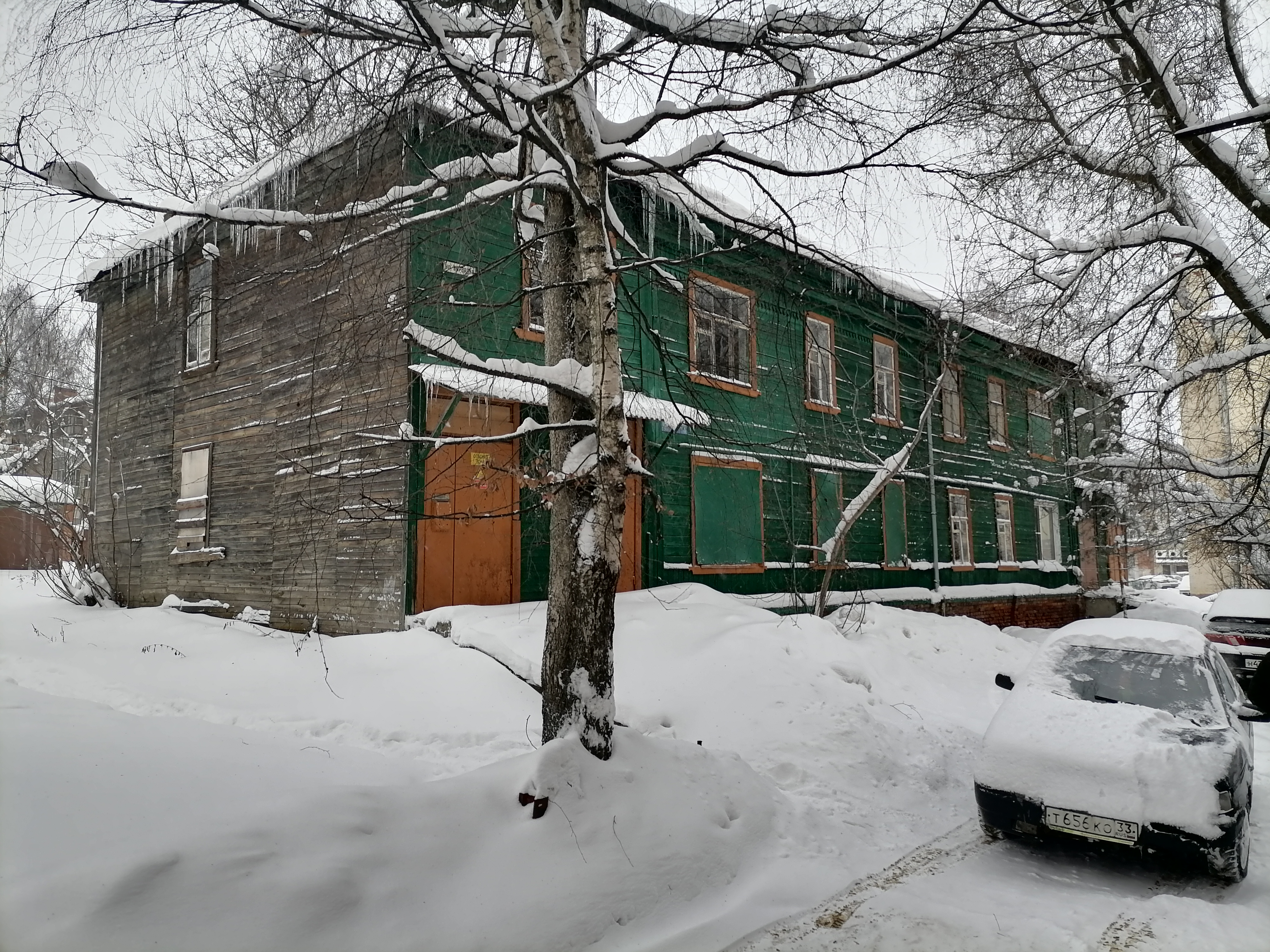
Ул. Варварка, 18

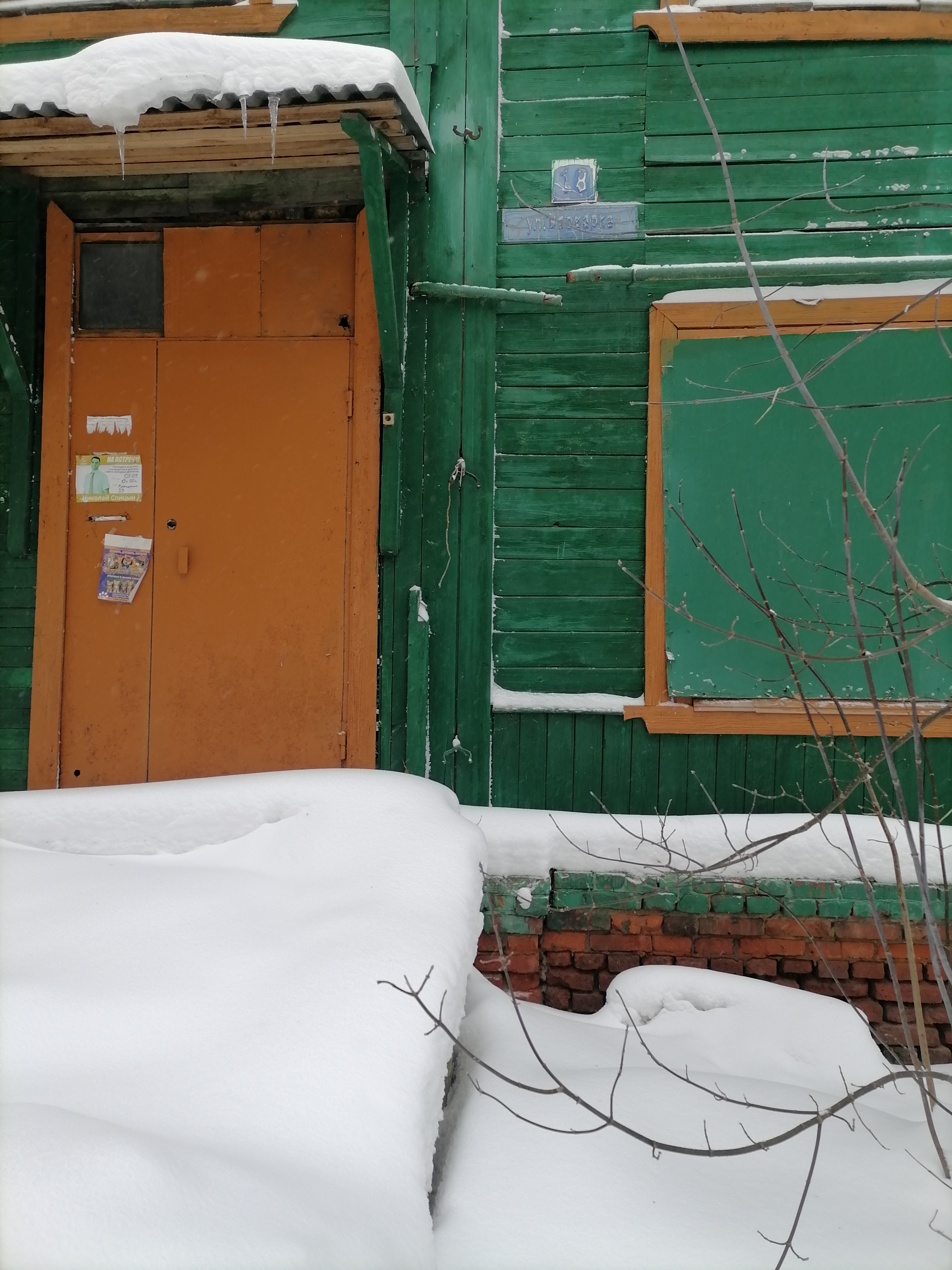
Табличка с указанием улицы. Д. 18

Название дано по существовавшей в районе улицы с XV века слободы Варварки, сформировавшейся в Залыбедском районе города. Жителями слободы стали переселённые из Новгорода царём Иваном III купеческие семьи, в том числе представители рода Столетовых, их потомками были известные впоследствии владимирцы Александр Васильевич и Игорь Александрович, Николай Григорьевич, Дмитрий Григорьевич и Александр Григорьевич Столетовы. В слободе была возведена часовня великомученицы Варвары.
Земельные участки, прилегающие к реке Лыбедь, были заняты под огороды, крупнейшим было хозяйство Муравкиных. В 1900 году по улице прошла узкоколейная железная дорога на конной тяге (конка) от кирпичных заводов.
После установления советской власти улица сохранила своё название.
Археологические раскопки 1992—1994 годов позволили обнаружить за Торговыми рядами участок мощёной улицы второй половины XV века от Большой улицы к Медным воротам и Варваринской слободе.
В настоящее время от прежней застройки (восьмиквартирные дома жилкооперации 1930 года, по другим сведениям — 1901) сохранился единственный дом — № 18 (охраняемый своими жителями). Д. 22 утрачен. Весной 2015 года старое аварийное жильё горело, были человеческие жертвы. В остальном улица застроена домами по типовым проектам послевоенного советского времени.

## Известные жители
Будущий олимпийский чемпион Николай Андрианов